# Dahl (Wuppertal)
Dahl, später auch Dahlkamp und Dahlsiepen genannt, war sowohl eine Hofschaft der bergischen Großstadt Barmen (heute Stadtteil von Wuppertal) als auch ein Wohnplatz in der unmittelbar angrenzenden Landgemeinde Gennebreck innerhalb des Amts Haßlinghausen. 
Die Hofschaft ging aus einem der 36 mittelalterlichen Ursprungshöfe Barmens hervor.

## Lage und Beschreibung
Die Ortslage befand sich zwischen der heute stillgelegten Bahnstrecke Loh–Hatzfeld und dem Wuppertaler Nordpark in Höhe der Kleingartenanlage Winchenbachstraße. Südlich liegt der Höhenzug Wollspinnersberg im heutigen Nordpark, nach Norden steigt das Gelände zum Haßlinghauser Rücken, der Wasserscheide zwischen den Flusssystemen der Wupper und der Ruhr, an.
Die Ortslage wurde Mitte der 1960er Jahre durch den Bau der Bundesautobahn 46 zum Teil abgerissen, da deren Trasse mitten durch sie gebaut wurde. Nur die westlichen Gebäude sind unmittelbar an der Autobahn erhalten. Heute liegt der Bereich im Wohnquartier Hatzfeld des Stadtbezirks Barmen.

## Etymologie und Geschichte
Der Name Dahl ist eine frühere Form von Tal weist auf die Lage im Tal des Leimbachs hin.
Das genaue Alter dieses Hofes ist nicht bekannt, die früheste mit Datum gesicherte Erwähnung Dahls stammt aus der Beyenburger Amtsrechnung (Abrechnung des Rentmeisters an die Bergisch-herzogliche Kameralverwaltung) des Jahres 1466. Es ist aber anzunehmen, dass der Hof erheblich älter ist, da er dort als einer der Barmer Ursprungshöfe genannt wird. Aus anderen Quellen geht hervor, dass Dahl ein kleinerer Abspliss von Westkotten war.
Aufgrund der ungenügenden frühen Quellenlage ist es möglich, dass Dahl zu den bereits im Jahr 1244 genannten „Gütern in Barmen“ („Bona de Barme“) im kurkölnischen Gebiet gehörte, die von dem Grafen Ludwig von Ravensberg als Allod in den Besitz der Grafen von Berg unter Graf Heinrich IV. übergingen. Territorial lag das Gebiet um Dahl von 1324 bis 1420 im märkischen Kirchspiel und Gogerichtsbezirk Schwelm an der Grenze zu dem Höfeverband Einern in der Bauerschaft Gennebreck und ging danach im Barmer Bereich an das bergische Amt Beyenburg über.
1715 ist der Hof auf der Topographia Ducatus Montani des Erich Philipp Ploennies als Dahlcampen verzeichnet.
Mit den übrigen Höfen in der Bauerschaft Barmen war Dahl bis 1806 Teil des bergischen Amtes Beyenburg. Kirchlich gehörte es bis zur Einrichtung einer eigenen Barmer Pfarrei dem Kirchspiel Schwelm an. Unmittelbar östlich des Hofs verlief im 19. Jahrhundert bis 1929 die Grenze zwischen der Stadt Barmen und der Landgemeinde Gennebreck des Amts Haßlinghausen. Auf Gennebrecker Seite kam im 18./19. Jahrhundert ein weiteres Wohngebäude zu dem Ortsbereich hinzu.
Das Gemeindelexikon für die Provinz Westfalen gibt 1885 für den Gennerbrecker Wohnplatz Dahlkamp eine Zahl von drei Einwohnern an, die in einem Wohnhaus lebten. 1895 besitzt der Gennebrecker Ort ein Wohnhaus mit vier Einwohnern, ebenfalls 1905.
Mit der Kommunalreform von 1929 wurde der südliche Teil von Gennebreck abgespalten und in die neu gegründete Stadt Wuppertal eingemeindet. Dadurch kamen nun beide Teile von Dahl / Dahlkamp politisch zu Wuppertal.